# Europäisches System der Zentralbanken
Das Europäische System der Zentralbanken (ESZB) besteht aus der Europäischen Zentralbank (EZB) und den nationalen Zentralbanken (NZB) aller Staaten der Europäischen Union. Die Einführung des ESZB im Rahmen der dritten Stufe der Europäischen Wirtschafts- und Währungsunion wurde im Vertrag von Maastricht 1992 beschlossen und am 1. Januar 1999 durchgeführt.
Die Funktionsweise und Ziele des ESZB sind in Art. 127 ff. AEU-Vertrag sowie in der ESZB-Satzung geregelt, die dem AEU-Vertrag als Protokoll Nr. 4 angehängt ist. Das geldpolitische Primärziel des ESZB ist die Gewährleistung von Preisniveaustabilität. Falls dieses erreicht ist, soll es als Sekundärziel die allgemeine Wirtschaftspolitik in der Europäischen Union unterstützen.
Das ESZB ist nicht zu verwechseln mit dem Eurosystem. Während das ESZB alle EU-Staaten umfasst, gehören dem Eurosystem neben der EZB nur die nationalen Zentralbanken der Staaten der Eurozone an, also der Staaten, die den Euro als Währung eingeführt haben.

## Aufgaben
- Die Geldpolitik der Gemeinschaft festlegen und ausführen
- Devisengeschäfte durchführen im Rahmen der Wechselkurspolitik
- Die offiziellen Währungsreserven der Mitgliedstaaten halten und verwalten
- Zur Aufsicht über Kreditinstitute und zur Finanzmarktstabilität beitragen
- Das reibungslose Funktionieren des Zahlungsverkehrs fördern

## Organe
- Europäische Zentralbank (EZB)

1. EZB-Direktorium: Setzt sich aus dem Präsidenten der EZB, dem Vizepräsidenten der EZB sowie vier weiteren Personen zusammen. Das Direktorium besteht daher aus sechs Mitgliedern. Seine Aufgabe ist es, an den Rechtsentscheidungen mitzuwirken und diese anschließend auszuführen.
2. EZB-Rat: Besteht aus dem EZB-Direktorium, sowie den Präsidenten der nationalen Zentralbanken der teilnehmenden Länder, d. h. der Eurostaaten. Er legt die Geldpolitik der Union fest und erlässt die für die Ausführung notwendigen Richtlinien. Eine Tagung findet in der Regel alle 14 Tage statt.
3. Erweiterter Rat: Er wird vom Präsidenten und Vizepräsidenten der EZB sowie allen Präsidenten der nationalen Zentralbanken der teilnehmenden und nicht teilnehmenden Länder besetzt und hat in erster Linie Beratungsfunktionen. Zudem strebt er danach, statistische Daten zu erheben und bei der Berichterstattung mitzuwirken.

- Nationale Zentralbanken (NZBen)

1. Zentralbanken der am Euro teilnehmenden Länder: Haben die Aufgabe bei Ratsentscheidungen mitzuwirken und führen Weisungen des Direktoriums aus.
2. Zentralbanken der nicht am Euro teilnehmenden Länder: Nehmen über den Erweiterten Rat beratende und berichtende Aufgaben im ESZB wahr.

## Nationale Zentralbanken
Der Begriff nationale Zentralbank (NZB) bezeichnet die einzelstaatliche Zentralbank eines EU-Mitgliedstaates. 
Die deutsche nationale Zentralbank ist die Deutsche Bundesbank, die österreichische NZB ist die Oesterreichische Nationalbank.

### Aufgaben der Nationalen Zentralbanken
- Technische Durchführung der geldpolitischen Beschlüsse des EZB-Rates.
- Abwicklung des Zahlungsverkehrs
- Verwaltung der nationalen Devisenreserven
- Erstellung der Zentralbankbilanz
- Erstellung der nationalen Zahlungsbilanz (Erhebung der notwendigen statistischen Daten)

### Liste der nationalen Zentralbanken
Nationale Zentralbanken im Eurosystem:
- Belgien – Belgische Nationalbank
- Deutschland – Deutsche Bundesbank
- Estland – Eesti Pank
- Finnland – Suomen Pankki
- Frankreich – Banque de France
- Griechenland – Bank von Griechenland
- Irland – Central Bank of Ireland
- Italien – Banca d’Italia
- Kroatien – Kroatische Nationalbank
- Lettland – Latvijas Banka
- Litauen – Lietuvos bankas
- Luxemburg – Luxemburger Zentralbank
- Malta – Bank Ċentrali ta’ Malta
- Niederlande – De Nederlandsche Bank
- Österreich – Oesterreichische Nationalbank
- Portugal – Banco de Portugal
- Slowakei – Nationalbank der Slowakei
- Slowenien – Banka Slovenije
- Spanien – Bank von Spanien
- Zypern – Zentralbank Zypern

Nationale Zentralbanken der EU-Mitglieder im Wechselkursmechanismus II (WKM II):
- Dänemark – Dänische Nationalbank
- Bulgarien – Balgarska Narodna Banka (Währung einseitig an den Euro gebunden)

Nationale Zentralbanken der EU-Mitglieder ohne Euro und ohne WKM II:
- Polen – Narodowy Bank Polski
- Rumänien – Rumänische Nationalbank
- Schweden – Schwedische Reichsbank
- Tschechien – Česká národní banka
- Ungarn – Magyar Nemzeti Bank